# Incidente ovni de Hopeh

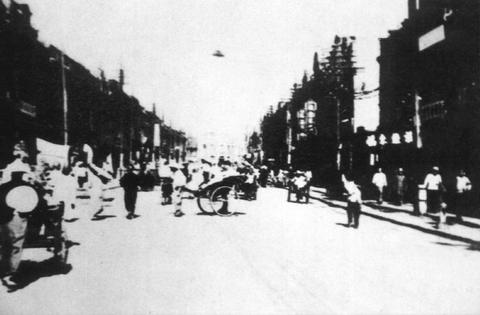
La fotografía de 1942.

El incidente ovni de Hopeh refiere a un objeto volante no identificado que aparece en una fotografía realizada en Hopeh, China, en 1942.
Masujiro Kiru encontró la fotografía en un álbum de la Segunda Guerra Mundial, perteneciente a su padre, quien la habría adquirido a un fotógrafo callejero de Tianjin. La poca claridad de la imagen ha llevado a algunos escépticos a afirmar que se trata de un sombrero, un pájaro o una farola de la calle.